# Анте Шпрлє
Анте Шпрлє (хорв. Ante Šprlje; нар. 20 серпня 1979, Меткович, Хорватія) — міністр юстиції Хорватії у правоцентристських урядах Тихомира Орешковича та Андрея Пленковича.

## Біографія
Народився 20 серпня 1979 у Метковичі. 2002 року закінчив юридичний факультет Загребського університету. У 2005 склав кваліфікаційний іспит за фахом, a в 2007 — кваліфікаційний іспит кандидатів на посаду судді. З 2012 обіймав посаду судді муніципального суду у Метковичі та муніципального суду в Дубровнику.
Володіє хорватською, англійською і німецькою мовами.